# Pseudophorellia bipunctata
Pseudophorellia bipunctata är en tvåvingeart som beskrevs av Allen L.Norrbom 2006. Pseudophorellia bipunctata ingår i släktet Pseudophorellia och familjen borrflugor.
Artens utbredningsområde är Ecuador. Inga underarter finns listade i Catalogue of Life.